# Лисун гренландський
Лисун гренландський, або гренландський тюлень (Pagophilus groenlandica) — ссавець родини тюленеві (Phocidae), ряду ластоногих.

## Опис
Довжина тіла — до 193 см, маса — до 160 кг. Забарвлення дорослих гренландських тюленів жовтувато-біле, на боках тулуба й на голові темні плями, малята (більки) — чисто білі.

## Ареал і середовище існування
Поширений в арктичних водах від Канадського архіпелагу й півострова Лабрадор до Карського моря.

## Життя

### Звички
Витрачає відносно небагато часу на суші. Може залишатися під водою до 15 хвилин. Живиться рибою і ракоподібними, молюсками.

### Цикл життя
Зрілість настає у самців на 8–9-му, самок — на 4–8-му році життя. Самка після 11,5-місячної вагітності в лютому — березні народжує 1 (рідше 2) маля. Малюки цього тюленя, дуже поширеного в Арктиці, вкриті пухнастим білим хутром, яке захищає їх від лютого холоду. Коли вони стають дорослими, їхнє хутро набуває темнішого кольору. Тривалість життя гренландських тюленів — близько 30 років.

### Промисел
Гренландський тюлень — об'єкт звіробійного промислу (використовується жир, шкура, хутро більків). У Білому морі корабельний промисел гренландських тюленів заборонено.